# RTP Memória
RTP Memória – drugi kanał tematyczny Portugalskiej Telewizji Publicznej RTP. Jest to ogólny kanał, który przekazuje programy dostępne w ogromnym archiwum 60 lat RTP, głównie programów telewizyjnych wyprodukowanych w przez RTP. Kanał rozpoczął nadawanie 4 października 2004 r, a 1 grudnia 2016 roku kanał rozpoczął nadawanie w Portugalskim DVB-T wraz z RTP3. Co ważne kanał w Naziemnej Telewizji Cyfrowej nie emituje reklam, z korzyścią dla komercyjnych nadawców, a tym samym zostaną zastąpione promocją i rozpowszechnianiem kulturowym (tylko w DVB-T, ponieważ kablowe nadal mogą nadawać reklamy komercyjne).